# Klin lodowy
Klin lodowy – żyła lodowa w gruncie, o przebiegu zbliżonym do pionowego.
Kliny lodowe powstają w szczelinach, wytworzonych na skutek kurczenia się gruntu w wyniku cyklicznych zmian temperatury. Powstają na obszarach wiecznej zmarzliny podczas zimowego zamarzania wody, gromadzącej się w szczelinach w okresie cieplejszej pory roku.